# Gran Premio de la Villa de Rennes
El Gran Premio de la Villa de Rennes (oficialmente: Grand Prix de la ville de Rennes) fue una carrera ciclista profesional francesa de un día que se disputaba en Rennes (Bretaña) y sus alrededores.
Se disputaba ininterrumpidamente desde 1979, e hasta que en 2008 se disputó la última edición. Pertenecía desde 1992 a la Copa de Francia de Ciclismo y desde la creación de los Circuitos Continentales UCI en 2005 formó parte del UCI Europe Tour, dentro de la categoría 1.1, hasta su desaparición en 2009.
El corredor que se ha impuesto en más ocasiones ha sido el francés Nicolas Jalabert.

## Palmarés
| Año  | Ganador                 | Segundo                | Tercero              |
| ---- | ----------------------- | ---------------------- | -------------------- |
| 1979 | Yvon Bertin             | Patrick Friou          | Jean-René Bernaudeau |
| 1980 | Bernard Vallet          | Maurice Le Guilloux    | Yvon Bertin          |
| 1981 | Jean Chassang           | Pierre-Henri Menthéour | Francis Castaing     |
| 1982 | Jean-François Rault     | Bernard Vallet         | Greg LeMond          |
| 1983 | Dominique Arnaud        | Christian Levavasseur  | Dominique Gaigne     |
| 1984 | Bruno Wojtinek          | Vincent Lavenu         | Dominique Lecrocq    |
| 1985 | Gilbert Duclos-Lassalle | Régis Simon            | Bruno Cornillet      |
| 1986 | Éric Boyer              | Pierre Le Bigault      | Vincent Lavenu       |
| 1987 | Jean-François Bernard   | Jean-Claude Colotti    | Marc Gomez           |
| 1988 | Ronan Pensec            | Jean-Claude Colotti    | Dave Mann            |
| 1989 | Jan Bogaert             | Walter Dalgal          | Marc Madiot          |
| 1990 | Edwin Bafcob            | Éric Caritoux          | Wim Van Eynde        |
| 1991 | Kim Andersen            | Luc Leblanc            | Marc Wauters         |
| 1992 | Jean-Cyril Robin        | Frank Van Den Abeele   | Rik Coppens          |
| 1993 | Eddy Seigneur           | François Simon         | Thierry Claveyrolat  |
| 1994 | Gilles Delion           | Nicolas Aubier         | Ronan Pensec         |
| 1995 | Peter De Clercq         | Christophe Mengin      | Willy Willems        |
| 1996 | Nicolas Jalabert        | Jacky Durand           | Gilles Talmant       |
| 1997 | Nicolas Jalabert        | Marc Streel            | Olivier Perraudeau   |
| 1998 | Pascal Chanteur         | Gilles Bouvard         | Carlos Da Cruz       |
| 1999 | Max van Heeswijk        | Pascal Chanteur        | Cristian Moreni      |
| 2000 | Gordon Fraser           | Marcel Wüst            | Max van Heeswijk     |
| 2001 | Davide Casarotto        | Scott Sunderland       | Davide Bramati       |
| 2002 | Kirk O'Bee              | Vassili Davidenko      | Alberto Ongarato     |
| 2003 | Oleg Grischkin          | Andris Nauduzs         | Jeremy Hunt          |
| 2004 | Andrus Aug              | Saulius Ruskys         | Kirk O'Bee           |
| 2005 | Ludovic Turpin          | Daniele Contrini       | Sébastien Duret      |
| 2006 | Paride Grillo           | Gabriele Balducci      | Hans Dekkers         |
| 2007 | Sergiy Matveyev         | Maryan Hary            | Cyril Gautier        |
| 2008 | Mikhailo Khalilov       | Sébastien Chavanel     | Jimmy Casper         |

## Palmarés por países
| País           | Victorias |
| -------------- | --------- |
| Francia        | 17        |
| Bélgica        | 3         |
| Italia         | 2         |
| Ucrania        | 2         |
| Dinamarca      | 1         |
| Países Bajos   | 1         |
| Canadá         | 1         |
| Estados Unidos | 1         |
| Rusia          | 1         |
| Estonia        | 1         |